# استفان باجیچ (بازیکن فوتبال، زاده ۲۰۰۱)
استفان باجیچ (انگلیسی: Stefan Bajic؛ زادهٔ ۲۳ دسامبر ۲۰۰۱) بازیکن فوتبال اهل فرانسه است.
از باشگاه‌هایی که در آن بازی کرده‌است می‌توان به باشگاه فوتبال سن-اتین اشاره کرد.
وی همچنین در تیم‌های ملی فوتبال France national under-16 football team، زیر ۱۷ سال فرانسه، زیر ۱۸ سال فرانسه، و زیر ۱۹ سال فرانسه بازی کرده‌است.